# Ramona (condado de Los Ángeles)
Ramona es un área no incorporada ubicado en el condado de Los Ángeles en el estado estadounidense de California. En el año 2000 tenía una población de 4.053 habitantes y una densidad poblacional de 433 personas por km². Localmente, Ramona se conoce como la parte no incorporada de Covina Hills o como una parte no incorporada de Pomona.

## Geografía
Ramona se encuentra ubicada en las coordenadas 34°3′55″N 117°50′24″O / 34.06528, -117.84000.